# Mabe
Controladora Mabe er en mexicansk producent af hvidevarer, som er baseret i Mexico City.
Mabe blev etableret som en producent af køkkenmøbler i Mexico City i 1946 af Egon Mabardi og Francisco Berrondo. I 1950 begyndte de at producere gaskomfurer og køleskabe.
I 1986 indgik Mabe et joint venture med General Electric om produktion af hvidevarer til USA, hvor GE Appliances fik en ejerdel på 48 %.